# Halina Żytkowiak
Halina Maria Żytkowiak (ur. 31 grudnia 1947 w Poznaniu, zm. 22 marca 2011 w Los Angeles) – polska wokalistka współpracująca m.in. z zespołami Tarpany, Amazonki i Trubadurzy, jak również występująca solo.

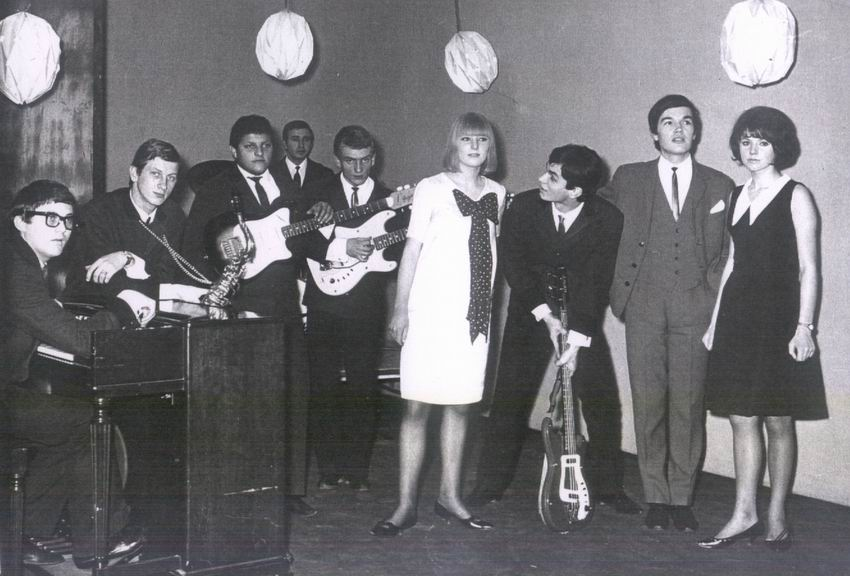
Halina Żytkowiak (czwarta od prawej) z zespołem Tarpany (1968)

## Życiorys
Zadebiutowała na Festiwalu Młodych Talentów w Szczecinie. Swą karierę muzyczną rozpoczęła w 1964 roku w studenckim klubie Politechniki Poznańskiej Agora, śpiewając w zespole Meteory, a następnie w zespole Poznańscy Trubadurzy. W latach 1966–1967 występowała z założonym w Poznaniu zespołem Tarpany, a od stycznia 1968 r. współpracowała z żeńską grupą wokalną Amazonki, z którą 1 kwietnia 1968 zadebiutowała, biorąc udział w Radiowej Giełdzie Piosenki. Z zespołem tym wystąpiła również w 1969 na VII Festiwalu Piosenki Polskiej w Opolu, otrzymując wyróżnienie za debiut. Z Amazonkami rozstała się jesienią 1969 roku wraz z końcem tournée po Mongolii i ZSRR.
W listopadzie 1969 rozpoczęła występy z zespołem Trubadurzy, gdzie śpiewała, ale też grała na różnego rodzaju instrumentach. Z tą grupą zdobywała nagrody na festiwalach w Opolu i na Kołobrzegu, nagrywała płyty oraz zarejestrowała wiele nagrań radiowych.
W 1974 opuściła zespół i wraz z Krzysztofem Krawczykiem koncertowała m.in. pod szyldem nowo powstałej grupy Fair. Wspólnie występowali dla amerykańskiej Polonii oraz w przedstawieniu telewizyjnym Kochałem Panią i kilkukrotnie gościnnie z Trubadurami.

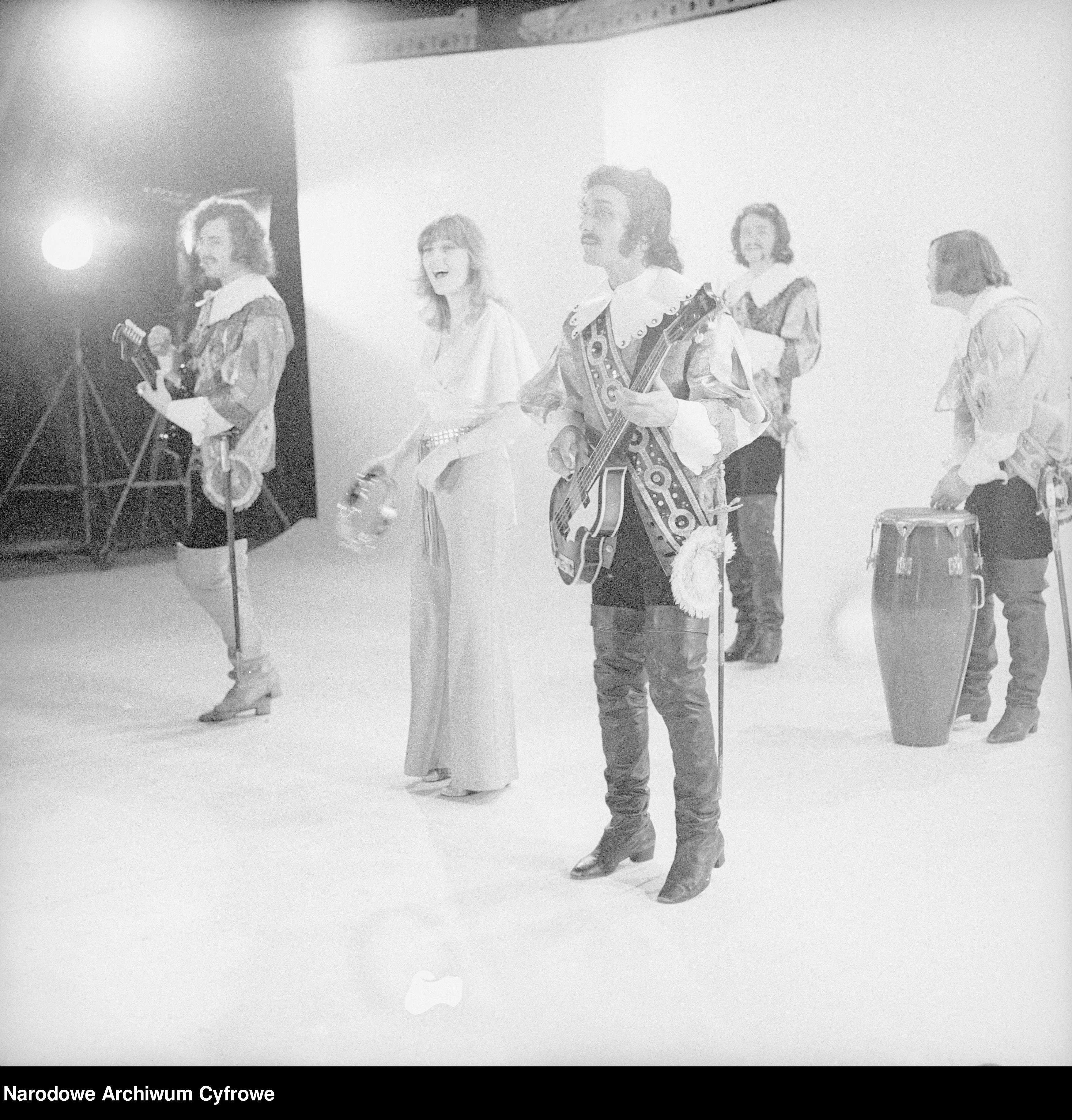
Halina Żytkowiak z zespołem Trubadurzy w 1972

W 1978 piosenkarka nagrała swój jedyny album solowy pt. Jestem tylko dziewczyną oraz wystąpiła na Festiwalu Piosenki w Berlinie. W tym okresie komponowali dla niej: Aleksander Maliszewski, Krzysztof Krawczyk, Ryszard Poznakowski i Zbigniew Hołdys. Na początku lat 80. XX w. występowała na Festiwalu Piosenki Żołnierskiej w Kołobrzegu. W ostatnich latach życia koncertowała sporadycznie. Zmarła na raka płuc.

### Popularność utworu „Pięć minut łez"
Utwór „Pięć minut łez" powstał w 1978 i znalazł się na wydanej w tym samym roku solowej płycie artystki pt. „Jestem tylko dziewczyną". Muzykę do niego skomponował Zbigniew Hołdys, a tekst napisał Andrzej Mogielnicki. Utwór pod koniec lat 70. i na początku lat 80. cieszył się umiarkowaną popularnością i sporadycznie można było go usłyszeć w Polskim Radiu. Piosenka ta po pewnym czasie została niemal całkowicie zapomniana i dopiero w 2020 zaczęto ją emitować w oryginalnym wykonaniu na antenie Radia Pogoda. Dużą popularność piosenka zyskała w 2021 za sprawą coveru Ralpha Kaminskiego, który został stworzony do filmu Moje wspaniałe życie w reżyserii Łukasza Grzegorzka, w którym główne role zagrali Agata Buzek, Jacek Braciak i Adam Woronowicz.  To wykonanie było przez pewien czas emitowane w najpopularnieszych rozgłośniach radiowych, takich jak RMF FM i Radio Zet, a także m.in. przez stacje internetowe, do których należały Radio Nowy Świat i Radio 357. Piosenkę tę regularnie w 2022 i 2023 wykonywał Kamiński podczas swojej trasy koncertowej pt. Bal u Rafała i była dobrze przyjmowana podczas koncertów.

## Życie prywatne
Była drugą żoną Krzysztofa Krawczyka, z którym miała syna Krzysztofa Igora (ur. 1973) – ojca ich wnuka, Bartka (ur. 2006).

## Dyskografia
Z grupą Tarpany
- 1966: SP-176 Muza: Siała baba mak
- 1966: XL 0417 Pronit: Cocktail młodości

Z grupą Amazonki
- 1968/69: EP N-0556 Muza
- 1971: pocztówka dźwiękowa R-0324 Ruch: Dla tych co na morzu

Z grupą Trubadurzy
- 1970: N-0620 Pronit
- 1970: XL 0635 Muza: Mikrofon i ekran 1970
- 1970: XL/SXL 0637 Pronit: Kochana
- 1971: N-0650 Muza: Kołobrzeg 1971
- 1971: SP-361 Muza
- 1972: XL/SXL 0782 Pronit: Kochana
- 1972: N-0693 Muza
- 1972: XL/SXL 0878 Muza: Wchodzimy w lata siedemdziesiąte
- 1972: XL/SXL 0885 Muza: Kołobrzeg 1972
- 1973: XL/SXL 0992 Pronit: Będziesz Ty...
- 1973: SXL 1046 Muza: Piosenki o zamku warszawskim
- 1976: SX 1299 Pronit: Trubadurzy znowu razem

Solowo
- 1973: XL/SXL Muza: To pejzaż mojej ziemi
- 1975: SX 1219 Muza: Polskie targi estradowe – Łódź 1975
- 1978: SX 1596 Pronit: Jestem tylko dziewczyną
- 1991: Intersonus: 1971–1991 Historie Nieznane